# Eleccions a l'Assemblea de Madrid de 2021
Les eleccions a l'Assemblea de Madrid de 2021 es van celebrar el dimarts 4 de maig de 2021 per triar la XII Assemblea de la Comunitat de Madrid. Els 136 escons de l'assemblea legislativa regional van estar en joc. Aquestes eleccions van suposar la primera vegada que la presidència regional de Madrid feu ús de la prerrogativa presidencial per convocar unes eleccions anticipades.

## Sistema electoral
La votació per a l'Assemblea es realitza mitjançant sufragi universal, que comprèn a tots els majors de divuit anys, empadronats en la Comunitat de Madrid, amb la nacionalitat espanyola i en ple gaudi dels seus drets polítics. A més, els madrilenys a l'estranger tenen la possibilitat de sol·licitar el vot per correu.
La llei electoral permet que els partits i les federacions registrades al Ministeri de l'Interior, les coalicions i les agrupacions d'electors presentin llistes de candidats. Els partits i federacions que pretenguin formar una coalició abans de les eleccions han de comunicar-ho a la Comissió Electoral corresponent en els deu dies següents a la convocatòria electoral, mentre que les agrupacions d'electors necessiten aconseguir la signatura d'almenys el 0,5 per cent de l'electorat de la Comunitat de Madrid.

### Dissolució de l'Assemblea i repartiment d'escons
El mandat de l'Assemblea de Madrid expira quatre anys després de la data de la seva anterior elecció. No obstant això, el president té la prerrogativa de dissoldre l'Assemblea de Madrid i convocar eleccions anticipades, sempre que no estigui en tràmit cap moció de censura, no estiguin previstes unes eleccions d'àmbit nacional i es compleixin alguns requisits temporals: que la dissolució no es produeixi ni durant la primera sessió legislativa ni dins de l'últim any de la legislatura abans del seu venciment previst, ni abans que hagi transcorregut un any des d'una dissolució anterior.
Tots els membres de l'Assemblea de Madrid són triats mitjançant un sistema proporcional (el mètode d'Hondt) sobre llistes tancades i un llindar del 5% dels vots vàlids, que inclou els vots en blanc. Els partits que no aconsegueixen superar la barrera del 5% no es tenen en compte per al repartiment d'escons. L'Assemblea té dret a un membre per cada 50.000 habitants o fracció superior a 25.000.

### Calendari electoral
Ací s'hi mostra el calendari electoral d'aquestes eleccions:
- 10 de març: Anunci de convocatòria d'eleccions
- 11 de març: Publicació de la convocatòria al BOE
- 21 de març: Data límit per a la presentació de coalicions
- 31 de març: Data límit per a la presentació de candidatures
- 2 d'abril: Publicació de las candidatures presentades en el BOCM
- 7 d'abril: Proclamació de candidatures por la Junta Electoral Provincial de Madrid
- 8 d'abril: Publicació de las candidatures proclamades en el BOCM
- 18 d'abril: Inici de la campanya electoral
- 29 d'abril: Prohibició de publicar sondatges a territori espanyol
- 2 de maig: Finalització de la campanya electoral
- 3 de maig: Jornada de reflexió
- 4 de maig: Jornada electoral

## Antecedents

### Rumors d'avançament electoral el 2020
Al llarg de 2020, com a conseqüència tant de les creixents divisions entre els dos socis de la coalició de govern com de la percepció de la probabilitat que es presenti una moció de censura per part de l'oposició argumentada per una mala gestió del govern de Díaz Ayuso de la pandèmia de COVID-19 a la Comunitat de Madrid, Ayuso es va plantejar convocar unes eleccions anticipades a la regió.
Un primer intent de convocar eleccions hauria estat avortat per la direcció nacional del seu partit al juny de 2020, però al setembre es va informar que Ayuso pretenia que les eleccions autonòmiques a Madrid coincidissin amb les anunciades eleccions al Parlament de Catalunya pel president Quim Torra, previstes provisionalment per a algun moment de finals de 2020 o principis de 2021. La pròpia Ayuso va semblar rebutjar tals rumors a través del seu compte de Twitter.

### Moció de censura a Múrcia i ruptura entre el Partit Popular i Ciutadans
El 10 de març de 2021, tant el Partit Socialista Obrer Espanyol (PSOE) com Ciutadans (Cs) van anunciar un acord pel qual durien a terme diverses mocions de censura contra els governs del Partit Popular (PP) als governs de la ciutat i de la regió de Múrcia, on tant PP com Cs hi governaven des de les eleccions autonòmiques i municipals de 2019. Això va provocar que la presidenta Ayuso trenqués immediatament la seva aliança amb Cs a la Comunitat de Madrid i convoqués unes eleccions autonòmiques anticipades pel 4 de maig de 2021, tement que la branca de Cs a Madrid es proposés derrocar-la.

## Convocatòria
El 10 de març de 2021, després de l'inesperat anunci del Partit Socialista Obrer Espanyol (PSOE) i Ciutadans (Cs) de presentar mocions de censura contra el Partit Popular a la regió i a l'ajuntament de Múrcia, la presidenta madrilenya, Isabel Díaz Ayuso, va anunciar la dissolució de l'assemblea regional, la convocatòria d'eleccions anticipades a la Comunitat de Madrid pel 4 de maig.
Als pocs minuts, el PSOE i Més Madrid van tractar d'impedir la convocatòria electoral presentant una moció de censura cadascun. Com que el decret electoral no entra en vigor fins al moment de la seva publicació, la situació plantejava la qüestió de quina decisió havia de considerar-se legalment com la primera, ja que no es poden convocar eleccions mentre estigui en marxa el procés d'una moció de censura. L'endemà (després de la publicació del decret de dissolució), la mesa de l'Assemblea va reconèixer provisionalment la convocatòria electoral, però va anunciar que estudiaria presentar un recurs contra ella.
Finalment, aquesta denúncia va ser resolta de forma cautelar a favor del govern de la comunitat pel TSJM el 14 de març, quan, reunit d'urgència, el tribunal va concloure que les mocions de censura eren nul·les i sense efecte, atès que el decret de dissolució de les càmeres es va signar abans de la seva presentació.

## Candidatures
Pablo Iglesias va deixar el Govern de l'Estat el 30 de març de 2021 per disputar a Isabel Díaz Ayuso les eleccions, davant els mals resultats que pronosticaven les enquestes a una candidatura que havia d'encapçalar Isabel Serra, i Més Madrid va rebutjar una coalició de les dues formacions.

### Candidatures amb representació a l'Assemblea de Madrid
| Candidatura | Candidatura                         | Integrants | Candidat/a | Candidat/a                               | Diputats previs (2019) | Lema |
| ----------- | ----------------------------------- | ---------- | ---------- | ---------------------------------------- | ---------------------- | --- |
|             | Partit Socialista Obrer Espanyol    | PSOE       |            | Ángel Gabilondo Pujol                    | 37                     | "Gobernar en serio" ("Governar seriosament") "Hazlo por Madrid" ("Fes-ho per Madrid") "No es solo por Madrid, es por la democracia" ("No és només per Madrid, és per la democràcia") |
|             | Partit Popular                      | PP         |            | Isabel Natividad Díaz Ayuso (Presidenta) | 30                     | "Comunismo o libertad" ("Comunisme o llibertat") "#YoConAyuso" ("#JoAmbAyuso") |
|             | Ciutadans - Partit de la Ciutadania | Cs         |            | Edmundo Bal Francés                      | 26                     | "Elige centro" ("Tria centre") "Madrileños por Edmundo" ("Madrilenys per Edmundo")                                                                                                   |
|             | Més Madrid                          | MM Equo    |            | Mónica García Gómez                      | 20                     | "Por lo que de verdad importa" ("Pel que importa de debò") "Menos ruído, Más Madrid" ("Menys soroll, Més Madrid")                                                                    |
|             | Vox                                 | Vox        |            | Rocío Monasterio San Martín              | 12                     | "Protege Madrid, vota seguro" ("Protegeix Madrid, vota segur") |
|             | Unides Podem                        | Podem EU   |            | Pablo Iglesias Turrión                   | 7                      | "Que hable la mayoría" ("Que parli la majoria") |

## Debats
| Data       | Organitzador | Moderador                  | P Present S Suplent NC No convidat A Convidat absent | P Present S Suplent NC No convidat A Convidat absent | P Present S Suplent NC No convidat A Convidat absent | P Present S Suplent NC No convidat A Convidat absent | P Present S Suplent NC No convidat A Convidat absent | P Present S Suplent NC No convidat A Convidat absent | Audiència         | Referències   |
| Data       | Organitzador | Moderador                  | PSOE-M                                               | PP                                                   | Cs                                                   | Més Madrid                                           | Vox                                                  | Unides Podem                                         | Audiència         | Referències   |
| Data       | Organitzador | Moderador                  |                                                      |                                                      |                                                      |                                                      |                                                      |                                                      | Audiència         | Referències   |
| 21 d'abril | Telemadrid   | Jon Ariztimuño i María Rey | P Gabilondo                                          | P Ayuso                                              | P Bal                                                | P García                                             | P Monasterio                                         | P Iglesias                                           | 2.206.000 (36,4%) | [ 29 ] [ 30 ] |
| 23 d'abril | SER          | Àngels Barceló             | P Gabilondo                                          | A Ayuso                                              | P Bal                                                | P García                                             | P Monasterio                                         | P Iglesias                                           | —                 | [ 31 ]        |
| 26 d'abril | la Sexta     | Ana Pastor                 | P Gabilondo                                          | A Ayuso                                              | P Bal                                                | P García                                             | P Monasterio                                         | P Iglesias                                           | Debat cancel·lat  | [ 32 ] [ c ]  |
| 29 d'abril | RTVE         | —                          | P Gabilondo                                          | A Ayuso                                              | P Bal                                                | P García                                             | P Monasterio                                         | P Iglesias                                           | Debat cancel·lat  | [ 33 ] [ d ]  |

## Resultats
El PP, encapçalat per Isabel Díaz Ayuso va arrasar a la Comunitat de Madrid doblant els seus escons i superant el bloc de l'esquerra, en què Més Madrid va treure més en vots que el PSOE, que va obtenir el pitjor resultat de la seva història a Madrid, i Ciutadans - Partit de la Ciutadania surt de l'Assemblea en no treure cap escó.

## Conseqüències
Pablo Iglesias Turrión va anunciar que deixava la política després del fracàs de l'esquerra a Madrid i Rocío Monasterio va manifestar que facilitaria la investidura d'Ayuso.